# نانا أوزاكي
نانا أوزاكي (باليابانية: 尾崎奈々؛ بالكانا: おざき なな) هي ممثلة يابانية، ولدت في 28 يوليو 1948 في إكيدا في اليابان. من الجوائز التي نالتها جائزة إيلان دور للوافد الجديد للسنة ‏ سنة 1969.

## جوائز
- جائزة إيلان دور للوافد الجديد للسنة [الإنجليزية]‏ (1969)

## وصلات خارجية
- نانا أوزاكي على موقع IMDb (الإنجليزية)